# Amédée Mouchez
‎‎
Amédée Ernest Barthélemy Mouchez, francoski admiral, astronom in geodet, * 24. avgust 1821, Madrid, Španija, † 29. junij 1892 Wissous, Seine-et-Oise, Francija.
Mouchez je služboval v Vojni mornarici Francije. Med letoma 1878 in 1892 je bil trinajsti predstojnik Pariškega obsevatorija, leta 1887 pa je začel z nikoli dokončanim projektom karte neba Carte du Ciel. Na mestu predstojnika Pariškega observatorija ga je nasledil Tisserand.

## Priznanja
Poimenovanja
Po njem se imenuje krater Mouchez na Luni.